# Klaus Ewerth
Klaus Ewerth (28 de Março de 1907 - 20 de Dezembro de 1943) foi um comandante de U-Boot que serviu na Kriegsmarine durante a Segunda Guerra Mundial.